# Hugh Pigot (capitano Royal Navy)
Hugh Pigot (5 settembre 1769 – 21 settembre 1797) è stato un militare britannico.
Attraverso la sua rete di amicizie riuscì ad avanzare al grado di capitano, nonostante le note scarse capacità di leadership e una reputazione di aggressività. Mentre era capitano dell'HMS Hermione provocò l'ammutinamento dei suoi uomini, fatto che divenne uno dei più sanguinosi nella storia della Royal Navy e che provocò la morte di Pigot e di altri nove ufficiali. La Marina inglese in seguito condannò a morte i ribelli che erano stati catturati e riconquistò la nave dagli spagnoli, alla quale gli ammutinati l'avevano consegnata.

## Biografia
Pigot nacque a Patshull, nello Staffordshire ed era il secondogenito dell'ammiraglio Hugh Pigot. Sua madre era la seconda moglie di Hugh, Frances, figlia di Sir Richard Wrottesley. Il giovane Hugh intraprese la sua carriera navale il 10 marzo 1782, quando si imbarcò sulla HMS Jupiter, nave da 50 cannoni. Salpò con l'HMS Jupiter per le Indie Occidentali, dove suo padre aveva portato la sua ammiraglia, l'HMS Formidable da 90 cannoni. Venne promosso guardiamarina il 1º ottobre 1784, e tenente il 21 settembre 1790. Ricevette il suo primo comando, quello dello sloop HMS Swan, il 10 febbraio 1794, e fu assegnato ad operare alla Stazione Giamaica.
Mentre era al comando dell'HMS Swan nel maggio 1794, Pigot speronò la nave mercantile Canada nel Canale della Manica. Pigot incolpò per l'errore il padrone del mercantile. Quattro mesi dopo ricevette il comando della HMS Success, nave da 32 cannoni. In un periodo di nove mesi, ordinò almeno 85 fustigazioni, punendo circa metà dell'equipaggio; due uomini morirono per le ferite. Nel luglio 1795 fu coinvolto in un'altra collisione con l'HMS Mercury, una nave americana, vicino a Santo Domingo, Pigot di nuovo incolpo il capitano dell'altra nave. Ma quando fece sequestrare e frustare l'uomo creò un incidente diplomatico. Pigot fu portato alla corte marziale, ma questa lo assolse. Inizialmente tornò in Inghilterra, ma l'ammiraglio Sir Hyde Parker, allora Comandante in Capo della Stazione Giamaica, permise a Pigot di ottenere un nuovo comando a bordo della HMS Hermione, nave da 32 cannoni.

### L'HMS Hermione

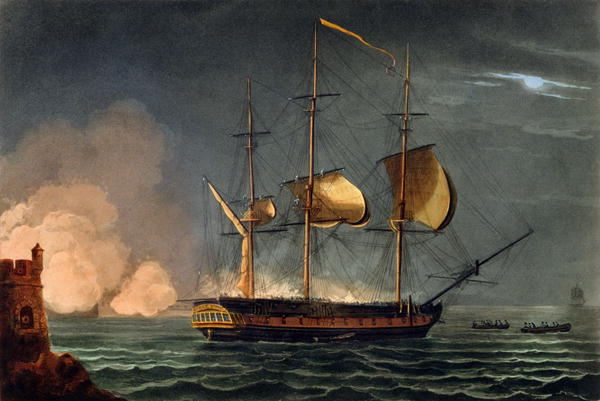
La Santa Cecilia, in precedenza Hermione, viene catturata a Puerto Cabello da scialuppe della HMS Surprise.

Pigot assunse il comando della HMS Hermione il 10 febbraio 1797, concedendo un trattamento di favore ai membri dell'equipaggio che avevano precedentemente servito sotto di lui. La nave fu inviata a pattugliare il Canale della Mona tra la Repubblica Dominicana e Porto Rico. Pigot distrusse tre navi corsare a Porto Rico il 22 marzo 1797. Nel mese di aprile Pigot, a bordo della Hermione, e agendo in compagnia della HMS Mermaid, HMS Drake, HMS Penelope e HMS Quebec, riuscì ad arrembare nove mercantili nella battaglia di Jean-Rabel sotto il fuoco delle batterie nemiche, e senza perdere un solo uomo. In un incidente del maggio 1797 l'Hermione scampò per poco al naufragio grazie agli sforzi di uno dei suoi luogotenenti, Harris, ma una nave che navigava della squadra dell'Hermione si arenò. Pigot accusò Harris, tuttavia, e insistette su un'inchiesta. Anche se Harris fu scagionato, lasciò immediatamente la nave per servire su un'altra unità. Pigot aveva ormai sviluppato una reputazione di eccessiva brutalità. Il 6 settembre 1797, e in compagnia della HMS Diligence e della HMS Renommee, catturò una nave corsara spagnola da 6 cannoni.

#### L'ammutinamento
Il guardiamarina David Casey era un marinaio esperto che aveva servito con onore sotto il capitano Pigot nei mesi precedenti. Tuttavia la sua caduta in disgrazia fu la causa principale dell'ammutinamento. Circa una settimana prima, Casey era alla sua postazione sulla cima principale, quando il capitano notò un nodo di barriera che non era stato legato da uno dei marinai sotto la sua supervisione. Casey fu portato davanti al capitano, e mentre lui si assumeva pienamente responsabilità di questo, Pigot pretese che Casey si inginocchiasse e implorasse perdono. Questo era un grave insulto per un gentiluomo, e Casey si rifiutò. Il capitano gli fece infliggere 12 frustate, e lo minacciò che avrebbe messo fine alla sua carriera come ufficiale di marina.
L'equipaggio ritenne che Casey fosse stato punito ingiustamente, e cominciò a pianificare l'ammutinamento.
Pigot aveva preso l'abitudine di far fustigare l'ultimo marinaio che, finito di lavorare sui pennoni, fosse sceso sul ponte. Il 20 settembre 1797, Pigot ordinò di aprire le vele dopo una bufera che aveva colpito la nave. Insoddisfatto della velocità dell'operazione diede l'ordine che gli ultimi uomini fuori dal cortile sarebbero stati frustati. Tre giovani marinai, in fretta di scendere, caddero a morte sul ponte. Pigot ordinò di gettare i loro corpi in mare con le parole "buttare i lubbers in mare". "Lubbers" significa "sciocchi imbarazzanti" ed era un grave insulto nel vocabolario del marinaio. Poi diede ordine di fustigare il resto degli uomini qualora si fossero lamentati. Questa sentenza fu eseguita la mattina successiva.
L'umiliazione di Casey, la morte dei tre topmen e la severa punizione del resto dei marinai innescarono l'ammutinamento. La sera del 21 settembre 1797, alcuni membri dell'equipaggio, ubriachi di rum contrabbandato, entrarono nella cabina di Pigot dopo aver sopraffatto il marinaio di guardia fuori.
Pigot fu minacciato con un coltello e gettato in mare, probabilmente ancora vivo. Gli ammutinati uccisero altri otto ufficiali dell'Hermione. Solo tre ufficiali si salvarono, forse perché presi in ostaggio. Southcott si salvò e divenne poi il testimone chiave, insieme a Casey, che fu risparmiato. Tre sottufficiali si unirono all'ammutinamento, un guardiamarina, il Chirurgo Mate Cronin e il Master Mate Turner.
Temendo la punizione per le loro azioni, gli ammutinati navigarono verso le acque spagnole. L'Hermione salpò per La Guaira, dove consegnò la nave alle autorità spagnole. Gli ammutinati raccontarono di aver lasciato gli ufficiali alla deriva su una piccola barca, come era accaduto nell'ammutinamento del Bounty circa otto anni prima. Gli spagnoli diedero agli ammutinati solo 25 dollari ciascuno in cambio, e prospettarono loro la possibilità di unirsi all'esercito spagnolo servendo sulla medesima nave o di essere condannati ai lavori pesanti. L'Hermione fu rimesso in servizio con gli spagnoli e rinominato Santa Cecilia. La nave era presidiata da 25 dei suoi ex marinai sotto la guardia spagnola.

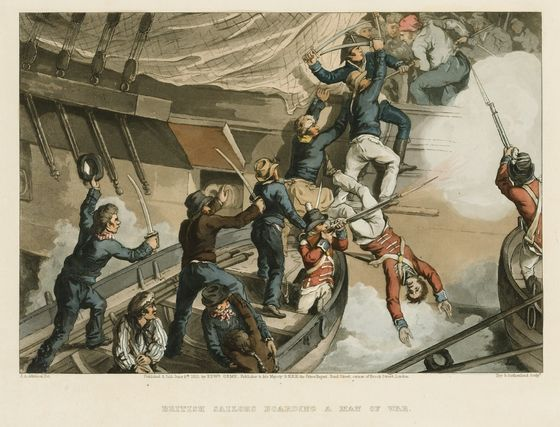
La Santa Cecilia mentre viene abbordata dai marines e dai marinai britannici a Puerto Cabello

Nel frattempo, la notizia dell'Hermione raggiunse Sir Hyde Parker quando la HMS Diligence catturò una goletta spagnola. Parker scrisse al governatore di La Guaira, chiedendo il ritorno della nave e la resa degli ammutinati. Inviò anche la HMS Magicienne sotto il capitano Henry Ricketts per iniziare i negoziati.
Parker creò anche un sistema di informatori e promise ricompense, che alla fine portarono alla cattura di 33 ammutinati, alcuni dei quali furono processati a bordo della HMS York.
Di questi, 24 furono impiccati e otto assolti o perdonati.
Per contrastare la voglia di vendetta di Parker, l'ammiraglio Richard Rodney Bligh concesse dei condoni a diversi ex membri dell'equipaggio dell'Hermione; tra cui l'anziano servitore di Pigot e il figlio dodicenne di quest'ultimo, con la motivazione che non si poteva ragionevolmente pretendere si opponessero a degli ammutinati armati. Parker costrinse Bligh a dimettersi e a tornare in Gran Bretagna.
L'HMS Hermione si trovava nel frattempo nel Puerto Cabello finché i 25 ottobre il capitano Edward Hamilton, un bordo della HMS Surprise la isolò fuori dal porto. Gli spagnoli persero 119 uomini e 231 furono fatti prigionieri. Hamilton ebbe solo 11 feriti.
Parker fece rinominare la nave come HMS Retaliation, in seguito fu ancora rinominata HMS Retribution il 31 gennaio 1800.